# ريب مي
«ريب مي» (بالإنجليزية: Rape Me)‏ هي أغنية لفرقة الروك الأمريكية نيرفانا، كتبها مغني وعازف غيتار الفرقة كيرت كوبين. أصدرت «ريب مي» على شكل الأغنية المفردة الثانية من ألبوم الفرقة الثالث والأخير إن يوتيرو عام 1993،